# Pseudhypoptus
Pseudhypoptus är ett släkte av skalbaggar. Pseudhypoptus ingår i familjen vivlar.
Kladogram enligt Catalogue of Life:
| Pseudhypoptus | \| \| Pseudhypoptus eurylobus \| \| \| \| \| \| Pseudhypoptus parcus \| \| \| \| |
|               | \| \| Pseudhypoptus eurylobus \| \| \| \| \| \| Pseudhypoptus parcus \| \| \| \| |
|               | Pseudhypoptus eurylobus                                                          |
|               |                                                                                  |
|               | Pseudhypoptus parcus                                                             |
|               |                                                                                  |